# Robert Vobrátilek
Gen. JUDr. Robert Vobrátilek (2. června 1886 Choceň – 7. prosince 1956 Praha), byl československý generál, účastník první světové války.

## Život
Narodil se 2. června 1886 v Chocni v rodině železničáře Františka Vobrátilka. Obecnou školu absolvoval v Chocni a poté studoval na gymnáziu ve Vysokém Mýtě. V roce 1906 ukončil středoškolské studium a dál pokračoval ve studiu na právnické fakultě Univerzity Karlovy
v Praze. V roce 1909 nastoupil do školy rezervních důstojníků při 98. pěším pluku v Josefově jako jednoroční dobrovolník. V roce 1911 zakončil univerzitu dvěma státními zkouškami. V roce 1912 se oženil a působil jako redaktor časopisu "Východočeský kraj" ve Vysokém Mýtě.
Jako rezervní důstojník nastoupil koncem července 1914 v důsledku mobilizace k určeném vojenskému útvaru. Koncem roku 1914, již v hodnosti poručíka byl jako velitel roty C. k. pěšího pluku č.36 vyslán na ruskou frontu. V květnu následujícího roku se dostal v "Sinavě", v Haliči do ruského zajetí. Jeho poslední pobyt v zajetí byl ve vesnici "Msensk", v Orlovské gubernii. Začátkem roku 1916 vstoupil Robert Vobrátilek dobrovolně do srbské armády, s níž jako podporučík Srbského dobrovolnického sboru, 1.dobrovolnické divize, 1.pěšího pluku účastnil bojů v Dobrudži. V srpnu 1916 byl zraněn a následně odvezen do oděského lazaretu. Po vyléčení se vrátil na frontu, ale koncem září 1916 byl opětovně zraněn. Po vyléčení byl v únoru roku 1917 povýšen do hodnosti poručíka srbské armády. V srbské armádě odsloužil celkem 7 a půl měsíce. Dne l0. března 1917 přešel do československých legií v Rusku. Byl přidělen k 9. rotě l2. střeleckého pluku s hodností podporučíka ruské armády. Krátce na to se stal velitelem 2. roty 3. střeleckého pluku a koncem května roku 1917 velitelem 1. praporu III. pluku, s nímž se účastnil bitvy u Zborova. V bitvě utrpěl vážné zranění, které jej na čas vyřadilo z bojů. V srpnu 1917 se však uzdravil, avšak s těžkým zrakovým defektem se vrátil na bojiště. Byl zařazen do 1. čs. střelecké divize a stal se velitelem 3. praporu 4. střeleckého pluku. S ním se účastnil bitvy u Bachmače, kde se významně podílel na úspěšných bojích. V dubnu 1918 bojoval spolu s por. Janem Gayerem u Penzy, Bezenčuku a Lipjag. Po těžkém zranění por. Gayera převzal v červnu 1918 velení celého pluku a s ním dobyl Samaru, Syzraň a Nikolajevsk. V srpnu 1918 byl Robert Vobrátilek povýšen do hodnosti kapitána. V dubnu 1919, již v hodnosti majora přešel Robert Vobrátilek do štábu Československých legií na Rusi a stal se vojenským velitelem Irkutska a později posádkovým velitelem v Charbinu. Teprve 20. října 1920 opustil své poslední působiště na východě a vrátil se do vlasti.
Po návratu z Ruska byl povýšen do hodnosti podplukovníka a pracoval na Zemském vojenském velitelství v Praze. Následně byl od února 1924 již v hodnosti plukovníka na Ministerstvu národní obrany. Od roku 1932 vedl presidiální odbor tohoto ministerstva a svou vojenskou kariéru završil v roce 1933 povýšením na generála československé armády.
Za nacistické okupace v letech 1939–1945 prokázal generál Vobrátilek významnou aktivitu ve skrytém domácím odboji. Byl předsedou správní rady Akciové společnosti Sázava, která zakládala a provozovala ozdravovny, dále byl členem ilegální skupiny domácího odboje KAR a zároveň i členem odbojové organizace ŘÍP.
V roce 1945 se přihlásil znovu do aktivní služby, byl však poslán na dovolenou a poté penzionován. V roce 1951 byl gen. Robert Vobrátilek v důsledku vyhlášky nucen opustit svůj byt v pražských Střešovicích a byl odsunut do obce Těchonín. V tomto roce mu také byla zastavena výplata důchodových dávek a na jedno období i lístky na potraviny. Přes všechny tyto životní trable si obec Těchonín velmi oblíbil. Byl často navštěvován spolubojovníky z legií a svojí početnou rodinou. Generál JUDr. Robert Vobrátilek zemřel 7. prosince 1956 ve Vojenské nemocnici v Praze na mozkovou mrtvici a byl pohřben na bubenečském hřbitově.

## Vyznamenání
| Řád sv. Jiří (Rusko), 4. třídy                    | Řád sv. Jiří, 4. třídy                            |
| Řád svatého Vladimíra, 4. třídy s meči a mašlí    | Řád svatého Vladimíra, 4. třídy s meči a mašlí    |
| Válečný kříž                                      | Válečný kříž                                      |
| Válečný záslužný kříž                             | Válečný záslužný kříž                             |
| Československý válečný kříž 1914–1918             | Československý válečný kříž 1914–1918             |
| Československá revoluční medaile                  | Československá revoluční medaile                  |
| Vojenský kříž                                     | Vojenský kříž                                     |
| Řád rumunské koruny, IV. třídy – Důstojník        | Řád rumunské koruny, IV. třídy – Důstojník        |
| Pamětní Kříž na válku 1916-1919                   | Pamětní Kříž na válku 1916-1919                   |
| Medaile vítězství                                 | Československá medaile Vítězství                  |
| Pamětní medaile na válku 1914-1918                | Pamětní medaile na válku 1914-1918                |
| Řád Vytisova kříže, velkokříž komandéra II. třídy | Řád Vytisova kříže, velkokříž komandéra II. třídy |
| Řád svatého Sávy, III. třídy - Komandér           | Řád svatého Sávy, III. třídy - komandér           |
| Řád Polonia Restituta, III. třídy – Velitel       | Řád Polonia Restituta, III. třídy – Velitel       |
| Řád čestné legie, V. třídy – kavalír              | Řád čestné legie, V. třídy – kavalír              |
| Řád Fénixe, III. třídy                            | Řád Fénixe, III. třídy                            |
| Řád rumunské koruny, II. třídy – Velkodůstojník   | Řád rumunské koruny, II. třídy – Velkodůstojník   |